# Zigrasita
La zigrasita és un mineral de la classe dels fosfats. Rep el seu nom de James Zigras, un col·leccionista de minerals que l'any 2005 va observar unes petites "boles" de color taronja sobre un exemplar verd d'elbaïta. William Simmons, de la Universitat de Nova Orleans, va determinar que era una nova espècie mineral, i el Dr. Frank Hawthorne, de la Universitat de Manitoba, va determinar la seva estructura cristal·lina l'any 2008.

## Característiques
La zigrasita és un fosfat de fórmula química MgZr(PO₄)₂·4H₂O. Va ser aprovada com a espècie vàlida per l'Associació Mineralògica Internacional l'any 2008. Cristal·litza en el sistema triclínic. La seva duresa a l'escala de Mohs és 3. És l'anàleg amb magnesi de la malhmoodita.
Segons la classificació de Nickel-Strunz, la zigrasita pertany a «08.CE: Fosfats sense anions addicionals, amb H₂O, només amb cations de mida mitjana, RO₄:H₂O sobre 1:2,5» juntament amb els següents minerals: chudobaïta, geigerita, newberyita, brassita, fosforrösslerita, rösslerita, metaswitzerita, switzerita, lindackerita, ondrušita, veselovskýita, pradetita, klajita, bobierrita, annabergita, arupita, barićita, eritrita, ferrisimplesita, hörnesita, köttigita, manganohörnesita, parasimplesita, vivianita, pakhomovskyita, simplesita, cattiïta, koninckita, kaňkita, steigerita, metaschoderita, schoderita, malhmoodita, santabarbaraïta i metaköttigita.

## Formació i jaciments
Va ser descoberta a la pedrera Dunton Gem, a Newry, al comtat d'Oxford (Maine, Estats Units), on sol trobar-se associada a altres minerals com: turmalina, quars, montebrasita, microclina, fluorapatita, childrenita, beril, ambligonita i albita. És l'únic indret on ha estat trobada aquesta espècie mineral.